# Формула-2 — Чемпіонат 2020
Чемпіонат Формули‑2 2020 — четвертий сезон під егідою FIA під назвою FIA Formula 2 Championship та 54-й сезон головної міжнародної серії другого рівня у перегонах одномісних автомобілів. Серія слугувала підтримкою для більшості етапів чемпіонату світу Формули‑1 2020.